# Boltzen

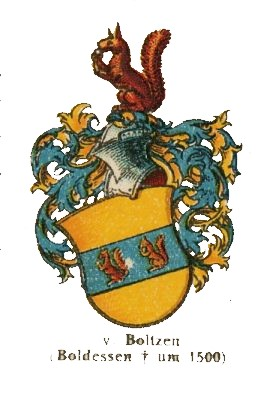
Wappen derer von Boltzen

Die Herren von Boltzen (auch: Bolsen, Boldessen, Boldensen, Balzum o. ä.) waren ein niedersächsisch-westfälisches Adelsgeschlecht.

## Geschichte
Das Geschlecht war im Fürstentum Calenberg und im Mindenschen ansässig. Die Familie stammte aus dem Dorf Bohlsen unweit von Uelzen und Ebstorf. Im Jahr 1346 erscheinen die fünf Brüder Conrad, Otto, Werner, Knappe, Otto, Kanoniker in Hildesheim, und Wolrad von Boldessen, Söhne des Ritters Werner von Boldessen, als sie dem Kloster Ebstorf einen Hof überlassen. Später kam die Familie nach Lüneburg.
Büttner berichtet zwar, dass das Geschlecht im Mannesstamm zwischen 1503 und 1509 mit dem Tod von Hans von Boltzen ausgestorben sei, doch berichten Krohne, Kneschke und Spießen übereinstimmend von einem Aussterben im 17. Jahrhundert. Danach war ein später Stammsitz des Geschlechts das Haus Holtensen im Amt Blumenau. Haus Holtensen war wie der Steinhof zu Groß Munzel ein Lehen des Stifts Minden. Der Erbexe Jobst von Boltzen verkaufte diese Güter 1630 mit lehnsherrlicher Zustimmung an den Drosten von Münchhausen zu Hessisch Oldendorf und Lauenau. Bald darauf starben seine Söhne. Mit dem Tod von Jobst von Boltzen zu Holtensen im Jahr 1642 erlosch die Familie im Mannesstamm.

## Wappen
Blasonierung: In Gold ein blauer Balken, belegt mit zwei naturfarbenen, rechtsschauenden, sitzenden Eichhörnchen nebeneinander. Auf dem gold-blau bewulsteten Helm ein naturfarbenes, sitzendes und fressendes Eichhörnchen. Die Helmdecken sind blau-gold.
Weitere Wappendarstellung:

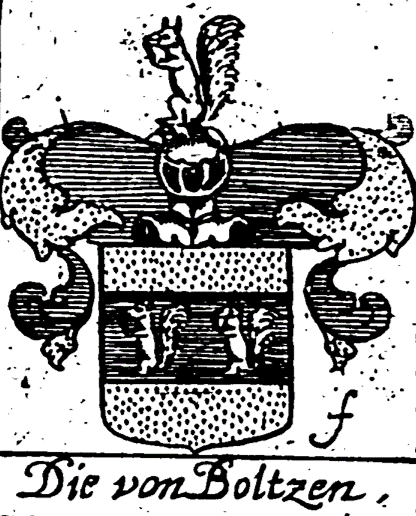
Wappen derer von Boltzen bei Büttner

Spießen stellt in seinem Wappenbuch des Westfälischen Adels ein falsches Wappen dar. Das bei Spießen gezeigte Wappen gehört zum Adelsgeschlecht Boltz aus dem schlesischen Fürstentum Schweidnitz und Jauer.